# Leucopis decipiens
Leucopis decipiens är en tvåvingeart som beskrevs av Tanasijtshuk 2005. Leucopis decipiens ingår i släktet Leucopis och familjen markflugor. Inga underarter finns listade i Catalogue of Life.